# Drechslera catenaria
Drechslera catenaria är en svampart som först beskrevs av Drechsler, och fick sitt nu gällande namn av Seiya Ito 1930. Drechslera catenaria ingår i släktet Drechslera och familjen Pleosporaceae.   Inga underarter finns listade i Catalogue of Life.